# Stanisław Karubin
Stanisław Karubin (né le 29 octobre 1915 à Woźniki en Pologne - mort le 12 août 1941 à Horn Crag Eskdale, en ce temps dans le Cumberland et actuellement en Cumbria, au Royaume-Uni) est un pilote de chasse polonais, as des forces armées polonaises de la Seconde Guerre mondiale, titulaire de 7 victoires confirmées.

## Biographie
Il termine l'école des sous-officiers de la force aérienne pour les mineurs, puis il est affecté à la 111e escadrille de chasse. Il effectue 21 combats aériens pendant la campagne de Pologne et remporte sa première victoire le 3 septembre 1939 sur un Bf 110.
Il arrive en France via la Roumanie et la Grèce. Il incorpore le groupe de chasse I/55. Après la bataille de France il gagne l'Angleterre où il intègre la 303e escadrille de chasse polonaise et accumule des victoires : cinq victoires confirmées du 31 août au 5 octobre 1940. Le 6 septembre 1940 il est lui-même abattu et blessé mais parvient à sauter en parachute.
Stanisław Karubin périt le 12 août 1941 lors d'un vol d'entraînement.

## Décorations
- Ordre militaire de Virtuti Militari
- La croix de la Valeur Krzyż Walecznych - 3 fois
- Distinguished Flying Medal

## Tableau de chasse
| Date             | Appareil(s) abattu(s)  |
| ---------------- | ---------------------- |
| 3 septembre 1939 | Messerschmitt Bf 110   |
| 3 juin 1940      | Dornier Do 17          |
| 31 août 1940     | Messerschmitt Bf 109   |
| 5 septembre 1940 | 2 Messerschmitt Bf 109 |
| 6 septembre 1940 | Heinkel He 111         |
| 5 octobre 1940   | Messerschmitt Bf 110   |

## Liens
- Liste d'as de l'aviation
- 303e escadrille de chasse polonaise